# Črtomir Šiškovič
Črtomir Šiškovič, slovenski violinist, * 28. september 1956, Trst.
Violino je študiral pri Oskarju Kjudru in Cirilu Veroneku ter na Visoki šoli za glasbo v Kölnu pri Igorju Ozimu. Po koncertantnem izpitu v Kölnu se je izpopolnjeval pri Francu Gulliju na univerzi v Bloomingtonu ter na mojstrskih tečajih pri Maxu Rostalu in Viktorju Pikajznu. Komorno igro je študiral pri kvartetu Amadeus in se izpopolnjeval pri godalnem kvartetu Borodin. 
Kot solist je nastopal z mednarodno priznanimi orkestri, kot so: Sanktpetersburška filharmonija, Komorni orkester iz Budimpešte, Cappella Istropolitana iz Bratislave, Rheinische Philharmonie, Slovenska filharmonija, Simfonični orkester RTV Slovenija, Simfonični orkester »Arturo Toscanini« iz Parme, Orchestra Filarmonica Marchigiana, Simfonični orkester iz San Rema.
Koncertiral je po vsej Evropi, v ZDA, na Japonskem, Kitajskem in v Mongoliji.
Sodeluje v različnih komornih zasedbah v družbi odličnih glasbenikov, kot so Franco Gulli, Konstantin Bogino, Michael Flaksman, Irena Grafenauer, Maria Graf, Igor Lazko, Davide Formisano, Radovan Vlatković.
Leta 2001 je kot član kvarteta Tartini prejel nagrado Prešernovega sklada.
Snema za italijansko RAI, RTV Slovenija, HRT, JRT, za Suisse Romande (Genève), Deutschlandfunk Köln, RTV Moskva in S. Peterburg, Španski državni radio, Madžarski radio, za kitajsko in japonsko televizijo. Zgoščenke z njegovimi posnetki so izšle pri založbah Stradivarius, Audio ars, Rivo alto, Dad Records, Da camera, Kutlu, Mopndo Musica, RTV Beograd, ZKP RTV Slovenija in Melodia.